# Дидаскалия Апостолов
Дидаска́лия Апо́столов (греч. Διδασκαλία τῶν ἀποστόλων, лат. Didascalia Apostolorum — «Наставление (учение) апостолов») — апокриф, написанный на древнегреческом языке, созданный в конце III — в начале IV веков; предположительно составленный апостолами.
Представляет собою собрание нравственных предписаний и правовых норм, касающихся различных сторон жизни. По свидетельству 24-й главы, апостольская «Дидаскалия» составлена самими апостолами на Иерусалимском соборе. Источниками «Дидаскалии» служат «Дидахе», собрание Игнатьевых посланий, диалог Иустина Мученика, апокрифическое евангелие Петра, четвёртая книга Сивиллиных пророчеств. В конце IV века была переработана в Сирии, составив 6 первых книг, так называемых «Апостольских постановлений».